# Paravonones
Paravonones is een geslacht van hooiwagens uit de familie Cosmetidae.
De wetenschappelijke naam Paravonones is voor het eerst geldig gepubliceerd door F.O.Pickard-Cambridge in 1904. 

## Soorten
Paravonones omvat de volgende 4 soorten:
- Paravonones biserratus
- Paravonones claviger
- Paravonones quadratus
- Paravonones simplicipes